# 斉藤ゆき子
斉藤 ゆき子（さいとう ゆきこ、3月25日生まれ）は、日本の女性ナレーター、声優、朗読家。
出身地 福島県 血液型O型。尚絅女学院短期大学英文科卒業／東京アナウンスアカデミー卒業。2017年、NHK総合 ドラマ10「この声をきみに」大森美香さん作・脚本のドラマに、自身が主宰する朗読教室がモデルの一つに取り上げられ、同時にドラマの朗読指導も務める。

ヴォイスガレージ所属。
朗読塾ソフィアの森ボイスアカデミー主宰。

## 略歴
- 大学2年生在学時よりTBCラジオ「大友康平のジャンボリクエストAMO」にレギュラー出演。
- 1984年 (株)アーツビジョン所属
- 1986年 フリーアナウンサー。ヤマハなどのイベントを中心に司会の仕事を始める。
- 2000年 ナレーター事務所(株)紅谷25時に所属。CMや、報道・情報番組などのナレーターとして活動。
- 2002年 ナレーター声優事務所(株)ビーボ所属
- 2003年 花王ファミリーピュアCMナレーション
- 2004年 ナレーター事務所 ヴォイスガレージに所属
- 2005年 「スズキワゴンR」CM ナレーション[6]
- 2007年 「ヤクルト蕃爽麗茶」CMナレーション 「ヤマザキ」CMナレーション
- 2009年 「キーコーヒー」CMナレーション
- 2010年 「韓国 観光公社」ペ・ヨンジュン出演CM ナレーション
- 2011年 テレビ東京「シネ通」 ナレーション
- 2012年 12月に、朗読教室ソフィアの森ボイスアカデミーを開設、代表を務める。
- 2012年 レディースアデランスCMナレーション
- 2013年 日本製紙クレシア ポイズCMナレーション
- 2014年 消費者庁など省庁関連の映像コンテンツ ナレーション
- 2015年 ゴルゴ13×養命酒CMナレーション
- 2016年 是枝裕和監督「海よりもまだ深く」の副音声 ナレーション
- 2017年 NHK総合 ドラマ10「この声をきみに」大森美香さん作・脚本のドラマに、自身が主宰する朗読教室がモデルの一つに取り上げられ、同時にドラマの朗読指導も務める。ドラマは月間ギャラクシー賞に輝く。DVDのブックレットではドラマ内の作品紹介と撮影エピソードを執筆。2017年10月週間TVガイドではドラマ朗読指導として取材を受ける。
  - TVガイド「静かなるブーム到来!大人がハマる“奥深い朗読の世界”掲載
- 2019年2月 NPO日本朗読文化協会主催朗読コンクール一般の部において優勝
- 2019年6月 (株)新泉社より「奇跡の朗読教室」を出版
- 瀬谷区制50周年記念イベント ピアノと朗読コンサート～彩りのとき～出演[7]

## 受賞
第8回日本朗読文化協会「朗読コンクール」優勝

## 出版
奇跡の朗読教室―人生を変えた21の話 新泉社 (2019/6/18)

## 主な出演作品

### TVナレーション
- 日本テレビ「ニュースプラス1」「きょうの出来事」「リアルタイム」
- テレビ東京「ニュースアイ」
- BSフジ「プラチナシート」
- BS-TBS「森の恵！カナダ・メープルグルメを求めて」
- ＭＸテレビ「JAZZ in Tokyoを追う」
- BSフジ「外国人が見た日本」
- ＢＳ朝日「その子式ダイエット通販番組」
- BS11「いまこそはっぴい」
- CS「アジアンパラダイス」「昭和歌謡大全集」
- BS朝日「ハッピーネイル」台湾スペシャル
- TX「アフガン難民の春」
- スカパー「奇跡の7週間」
- テレビ埼玉「彩の国だより」他

### ラジオ
- 東海ラジオ「TOKYO UPSIDE STATION」[8]

### ボイスオーバー
- ディスカバリーチャンネル
- BS日テレ「ニュージーランド特番」
- TX「シネ通」
- CX「プレミアステージ」～ダイナソ～ 他